# Acacia burrowii
Acacia burrowii är en ärtväxtart som beskrevs av Joseph Henry Maiden. Acacia burrowii ingår i släktet akacior, och familjen ärtväxter. Inga underarter finns listade i Catalogue of Life.